# Alleanza Cooperativa Internazionale
L'Alleanza Cooperativa Internazionale, in sigla ICA o ACI, è l'organizzazione internazionale rappresentante le cooperative e il movimento cooperativo a livello mondiale. Fu fondata nel 1895 per unire, rappresentare e servire le cooperative di tutto il mondo. L'Alleanza è responsabile della definizione riconosciuta a livello internazionale di cooperativa nella Dichiarazione sull'identità cooperativa . L'ICA rappresenta 318 federazioni e organizzazioni cooperative in 112 paesi.
L'Alleanza è la principale rete per il supporto e la rappresentanza delle cooperative ed offre anche uno spazio di confronto e di condivisione delle conoscenze ed esperienze connesse a tale modello d'impresa. I membri dell'Alleanza sono organizzazioni cooperative nazionali e internazionali di tutti i settori dell'economia, inclusi agroalimentare, bancario, consumo, ittico, sociale, sanitario, abitazione, assicurativo e industriale. L'Alleanza ha membri provenienti da oltre 100 paesi in rappresentanza di quasi un miliardo di individui in tutto il mondo. In Italia ne fanno parte Legacoop, Confcooperative, AGCI e l'European Research Institute on Cooperative and Social Enterprises di Trento. Circa cento milioni di persone sono impiegate in cooperative a livello globale. 
Nel 2006 l'ICA ha pubblicato il primo grande indice delle più grandi cooperative e società mutualistiche del mondo, l'ICA Global 300, che ha dimostrato la portata del movimento cooperativo a livello globale.
Il primo sabato di luglio di ogni anno, l'ACI coordina le celebrazioni della Giornata Internazionale delle Cooperative.
Nel dicembre 2009 le Nazioni Unite hanno dichiarato il 2012 Anno Internazionale delle Cooperative.
Nel 2013 la sede è stata trasferita dalla Svizzera a Bruxelles in Belgio.

## Struttura
L'ICA è costituita da un'Assemblea generale dei membri, quattro regioni (Africa, Europa, Asia-Pacifico e Americhe), un numero variabile di organizzazioni settoriali e comitati tematici.
L'amministrazione è affidata a un consiglio di amministrazione di 20 membri presieduto da un presidente con un mandato di 4 anni.

### Regioni ICA
- ICA Asia-Pacific con sede a Nuova Delhi, India
- ICA Africa con sede a Nairobi, Kenya
- Cooperatives Europe con sede a Bruxelles, Belgio
- ICA Americas con sede a San José, Costa Rica

### Organizzazioni settoriali
- Agroalimentare: International Co-operative Agricultural Organisation (ICAO)
- Consumo: Consumer Co-operatives Worldwide (CCW)
- Pesca: International Co-operative Fisheries Organisation (ICFO)
- Salute: International Health Co-operative Organisation (IHCO)
- Abitanti: International Co-operative Housing Organisation (ICA Housing)
- Società mutue: International Co-operative and Mutual Insurance Federation (ICMIF)
- Cooperative industriali e di lavoro: International Organisation of Industrial, Artisanal and Service Producers' Co-operatives (CICOPA)
- Banche: International Cooperative Banking Association. (ICBA)

### Comitati tematici
- Comitato per la ricerca cooperativa
- Comitato giuridico cooperativo
- Piattaforma di sviluppo cooperativo internazionale (ICDP)
- Comitato per l'uguaglianza di genere
- Comitato Giovani ICA (costituito nel 2021)

### Presidenti
1895: Earl Grey e Henry William Wolff
1907: Earl Grey e William Maxwell
1917: William Maxwell
1921: GJDC Goedhart
1927: Väinö Tanner
1945: Robert Palmer
1948: Harry Gill
1955: Marcel Brot
1960: Mauritz Bonow
1975: Roger Kerinec
1984: Lars Marcus
1995: Graham Melmoth
1997: Roberto Rodrigues
2001: Ivano Barberini
2009: Pauline Green
2015: Monique F. Leroux
2017: Ariel Guarco

### Segretari
1895: Edward Owen Greening
1902: Jesse Clement Gray
1908: Hans Muller
1913: Henry John May
1939: Gertrude Polley
1963: Carica abolita

### Direttori generali
fino al 2010: Iain Macdonald
2010 - 2018: Charles Gould
2018: Bruno Roelants

## La bandiera

Prima bandiera ICA (1925)

- 1925: L'ICA adotta la sua bandiera arcobaleno originale, con i sette colori che simboleggiano l'unità nella diversità e il potere della luce, dell'illuminazione e del progresso.[7]
- 2001: Per evitare confusione con altre bandiere arcobaleno, l'Assemblea Generale dell'ICA a Seoul, in Corea, adotta una nuova bandiera. Tale bandiera mostra il logo ICA a sette colori su sfondo bianco. Il logo raffigura un quarto di arcobaleno con uno stormo di colombe della pace stilizzate e le lettere ICA al di sotto. L'arcobaleno è raffigurato con solo sei strisce colorate (rosso, arancione, giallo, verde, azzurro, blu scuro) mentre il settimo colore (viola) è utilizzato per la scritta sotto l'arcobaleno. La bandiera esiste in quattro diverse versioni che mostrano l'acronimo ICA in diverse lingue (ACI in spagnolo, italiano e francese, IGB in tedesco e МКА in russo).
- 2012: In occasione dell'anno internazionale delle cooperative dichiarato dall'ONU l'organizzazione adotta un nuovo vessillo raffigurante la scritta Coop su sfondo viola.[8]